# Tschajetuhorn
Tschajetuhorn är en bergstopp i Schweiz.   Den ligger i distriktet Leuk och kantonen Valais, i den södra delen av landet, 70 km söder om huvudstaden Bern. Toppen på Tschajetuhorn är 2 777 meter över havet, eller 81 meter över den omgivande terrängen. Bredden vid basen är 0,61 km.
Terrängen runt Tschajetuhorn är huvudsakligen mycket bergig. Närmaste större samhälle är Sierre, 8,4 km söder om Tschajetuhorn. 
Trakten runt Tschajetuhorn består i huvudsak av gräsmarker. Runt Tschajetuhorn är det glesbefolkat, med 18 invånare per kvadratkilometer.